# Doença arterial periférica
A doença arterial periférica caracteriza-se por ser uma doença de natureza obstrutiva do lúmen arterial, de grandes artérias que não formam parte da vasculatura coronária, arco aórtico ou cerebral, resultando num défice de fluxo sanguíneo aos tecidos cuja principal consequência é a presença de sinais e sintomas característicos de isquemia (falta de irrigação sanguínea) aguda ou crónica. Na maior parte dos casos a aterosclerose é a causa desta patologia. Quando as artérias espessam no coração dá-se-lhe o nome de doença arterial coronária, enquanto que no cérebro a patologia é denominada doença cerebrovascular. A doença arterial periférica costuma afectar as pernas, embora possa também atingir outras artérias. Um dos sintomas habituais é a dor nas pernas ao caminhar, que pode ser amenizada com repouso – a chamada claudicação intermitente. Outros sintomas incluem úlceras isquémicas, cianose, pele fria ou fraco crescimento das unhas e pêlos no membro afectado. Podem ocorrer complicações como infecções ou morte do tecido, que exige amputação; aterosclerose coronária; ou acidente vascular cerebral. 50% dos casos de DAP são assintomáticos.
O principal factor de risco é o tabagismo. Outros factores de risco incluem a diabetes, hipertensão arterial e hipercolesterolemia. O mecanismo subjacente é normalmente o da aterosclerose. Outras causas estão relacionadas com o espasmo da artéria. A DAP é tipicamente diagnosticada depois de identificado um índice tornozelo-branquial inferior a 0,90 que consiste na tensão arterial sistólica no tornozelo dividida pela tensão arterial sistólica do braço. Também pode utilizar-se a ultrassonografia com duplex e a angiografia. A angiografia é mais precisa e permite que o tratamento possa ser feito ao mesmo tempo; contudo, está associada a maiores riscos.
Não é clara a eficácia do rastreio da doença, pois não foi ainda devidamente estudado. Naqueles que tenham claudicação intermitente causada pela DAP, recomenda-se a fisioterapia e o abandono do tabaco para melhorar os resultados e aumentar a probabilidade do paciente aderir a seu plano de tratamento. A prescrição de medicamentos como estaminas, inibidores de ECAs e cilostazol também pode ajudar. A aspirina parece não resultar em pessoas com a doença amena, no entanto recomenda-se para aqueles com uma condição mais grave da doença. Os anticoagulantes como a varfarina não costumam trazer grande benefício ao paciente. Os métodos utilizados no tratamento da doença envolvem a revascularização, a angioplastia e a aterectomia.
Em 2010, cerca de 202 milhões de pessoas em todo o mundo padeciam de doença arterial periférica. No mundo desenvolvido, a doença afeta cerca de 5,3% de pessoas entre os 45 e 50 anos e 18,6% entre os 80 e 90 anos. Nos mundo em desenvolvimento afeta cerca de 4,6% de pessoas entre os 45 e 50 anos e 15% entre os 85 e 90 anos. No mundo desenvolvido a DAP é igualmente comum entre homens e mulheres enquanto que no mundo em desenvolvimento as mulheres são geralmente as mais afetadas. Em 2013, a DAP provocou cerca de 41 000 mortes, superando as 16 000 mortes em 1990.

## Sintomas
A sua evolução habitualmente é lenta, sem que haja qualquer sintoma. Quando presentes os sintomas são a manifestação da falta de irrigação do órgão afetado. O aparecimento dos sintomas será mais rápido quando são atingidos os membros inferiores, aparecendo dor durante a marcha. Quando as artérias mesentéricas são atingidas há dor abdominal, durante a digestão, quando o afluxo de sangue é mais necessário ao tubo digestivo.
- Quando as artérias do pescoço estão afetadas, os sintomas são tardios, pois não existem estruturas musculares que sofram com a anóxia secundária à deficiente irrigação. A localização às carótidas é assim uma localização traiçoeira e o primeiro sinal poderá ser o acidente vascular cerebral (AVC) mais ou menos grave consoante o perfil anatómico da vascularização arterial cerebral, sobretudo a presença de shunts eficazes entre o lado direito e o esquerdo do cérebro (as artérias do hemisfério esquerdo por exemplo podem ser suficientes para alimentar todo o hemisfério direito em caso de oclusão total da carótida interna direita). Em algumas pessoas, o primeiro sintoma pode ser o AVC mortal; em outras, com mais sorte, alguns acidentes de isquémia transitória (AIT) podem dar tempo a que a doença seja diagnosticada e o doente tratado.
- As artérias dos membros inferiores quando lesadas dão sintomas desde muito cedo pois os músculos trabalham muito e a dor durante a marcha é típica: Surge a partir de uma certa distância percorrida, desaparece se o paciente parar e posteriormente a marcha pode prosseguir sem que a dor volte a aparecer. É a clássica claudicação intermitente. A dor aparece devido ao metabolismo muscular com baixo débito de oxigénio e formação de ácido láctico que provoca a dor. Porém o ácido láctico desencadeia uma importante vasodilatação de todas as arteríolas colaterais, razão pela qual, depois de descansar, o paciente pode continuar a andar sem que a dor apareça. É também a razão pela qual estes pacientes devem andar muito para desenvolver uma circulação colateral que irá estabilizar o paciente durante anos.[19]

## Causas
- Aterosclerose - a progressiva diminuição do calibre arterial leva a uma deficiente irrigação periférica.
- Vasculites - quando a parede arterial sofre um processo inflamatório, seja ela local apenas, ou parte de uma doença inflamatória generalizada. Entre estas vasculites pode-se citar a Tromboangeite obliterante e a Arterite de células gigantes ou de Takayasu
- Problemas metabólicos como a diabetes que afecta principalmente os pequenos vasos (microangiopatia diabética)
- Embolias - não é muito frequente haver um desprendimento de parte de uma placa de ateroma. O que acontece frequentemente é que a placa torna-se anfractuosa, de superfície irregular, favorecendo o depósito de plaquetas nas suas anfractuosidades. A agregação destas plaquetas leva à formação de um trombo que pode então embolizar e ocluir uma artéria mais distal, de calibre mais fino.[19]

## Fatores de risco
- Dislipidémias que estão na base do processo aterosclerótico
- Diabetes
- Hipertensão arterial
- Tabagismo
- Obesidade
- Idade superior a 55 anos

são os mais frequentes fatores de risco e algum dos que podem ser combatidos.

## Diagnóstico
- A nível das  carótidas, é aconselhável que haja um exame de ecodoppler de rastreio, na medida em que não há sintomas na maioria dos casos.
- Sempre que o paciente consulta o seu médico este deve palpar sempre os pulsos a nível do tornozelo e em caso de dúvida
- Medida da Pressão arterial com a determinação do índice tornozelo-braquial.

O Ecodoppler será sempre indicado em caso de dúvida
Quando o diagnóstico está feito usando o ecodppler e o paciente tem indicação para repermeabilização arterial, a angiografia por injeção de contraste radiológico (cateterismo) permite não só a precisão diagnótica, mas também, mudando a sonda, permite a dilatação da artéria e a resolução do problema se tal for possível.
O Teste de esforço em passadeira rolante é desnecessário pois para diagnóstico é impreciso, e a marcha basta para a avaliação do resultado do tratamento.

## Tratamento
O tratamento é baseado no controle das doenças de base, na otimização da circulação colateral, seja através de técnicas farmacológicas, como o uso de antiagregantes plaquetários ou anticoagulantes ou técnicas invasivas, como a Angioplastia ou a Revascularização Cirúrgica.